# Castroviejo
Castroviejo is een gemeente in de Spaanse provincie en regio La Rioja met een oppervlakte van 20,75 km². Castroviejo telt 59 inwoners (1 januari 2016).

## Demografische ontwikkeling
Bron: INE, 1857-2011: volkstellingen